# Til·lita

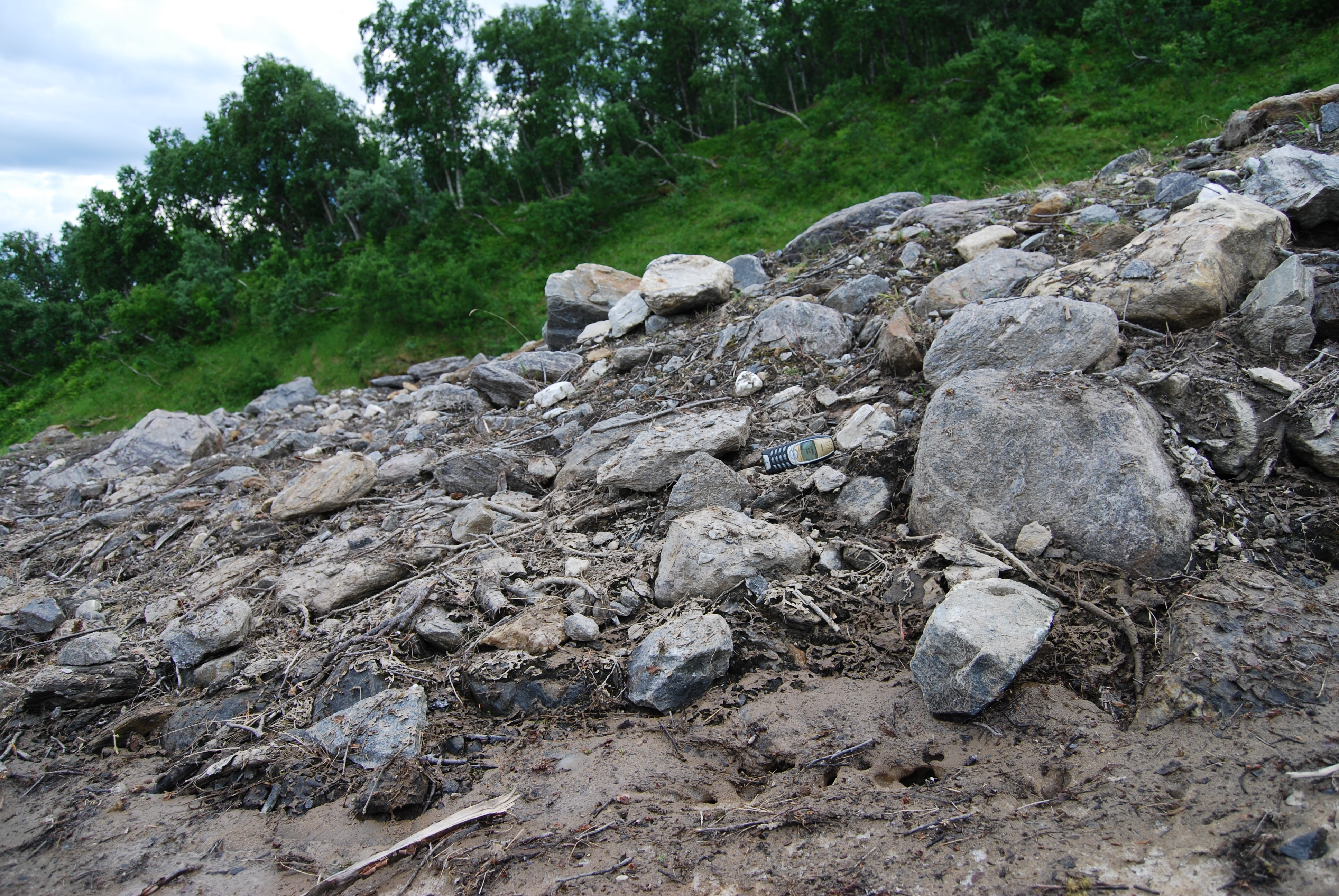
Til·lita després d'un allau a Noruega

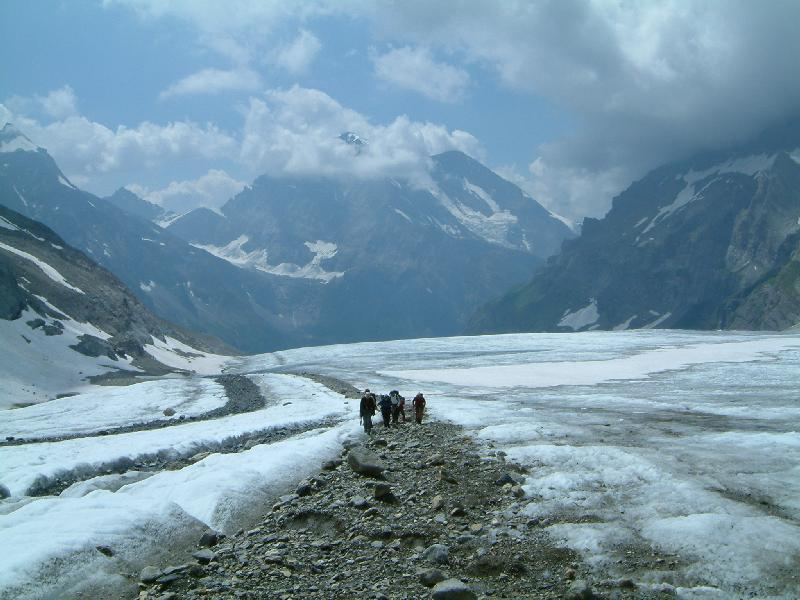
Til·lita encara en moviment a la glacera Kandergletscher

La til·lita, en anglès i internacionalment till, indica les roques dipositades per una glacera en un ambient glacial o periglacial o en regions polars. Normalment, en la bibliografia científica s'anomenen til·lites els sediments que constitueixen les morrenes glacials dipositats en èpoques geològiques anteriors a les glaciacions del Quaternari.
Sovint les til·lites són roques sedimentàries endurides, litificades; algunes til·lites daten del precambrià. Al segle xix i fins a principi del segle XX els tills eren anomenats dipòsits morrènics o simplement morrena.
Cartografiant la distribució de les til·lites en funció de la seva edat és possible treure conclusions paleogeogràfiques sobre la posició originària de les masses continentals.